# Pitfall: The Mayan Adventure
Pitfall: The Mayan Adventure is een zijwaarts scrollend actiespel uit 1994 dat werd ontwikkeld door Activision in samenwerking met Redline Games. Het spel telt dertien levels. Op elk platform waarvoor het spel is ontwikkeld, zit een verborgen optie om Pitfall!, de voorganger van The Mayan Adventure, te spelen.
"Pitfall: The Mayan Adventure" is officieel het eerste commerciële spel dat voor Windows 95 werd uitgebracht.
De speler bestuurt het personage Harry junior. Hij is de zoon van de protagonist uit Pitfall!. Harry junior dient zijn vader te redden uit een Maya-jungle.

## Platforms
| Jaar | Platform                       |
| ---- | ------------------------------ |
| 1994 | SEGA CD, SNES, Sega Mega Drive |
| 1995 | Jaguar, SEGA 32X, Windows      |
| 2001 | Game Boy Advance               |
| 2009 | Wii Virtual Console            |

## Ontvangst
| Beoordeeld door                | Platform         | Datum             | Score |
| ------------------------------ | ---------------- | ----------------- | ----- |
| Sega-16.com                    | SEGA CD          | 22 december 2008  | 100%  |
| ASM (Aktueller Software Markt) | Sega Mega Drive  | januari 1995      | 92%   |
| GamePro (USA)                  | SEGA CD          | maart 1995        | 90%   |
| Super Power (Sweden)           | SNES             | december 1994     | 89%   |
| Coming Soon Magazine           | Windows          | 30 november 1995  | 88%   |
| Electric Playground            | Jaguar           | 27 december 1995  | 85%   |
| Joystick (Frans)               | Windows          | oktober 1995      | 85%   |
| GameCola.net                   | SEGA CD          | augustus 2004     | 83%   |
| Gamezone (Duitsland)           | Game Boy Advance | 12 september 2001 | 68%   |
| 4Players.de                    | Game Boy Advance | 11 oktober 2001   | 49%   |